# Australian Antarctic Division

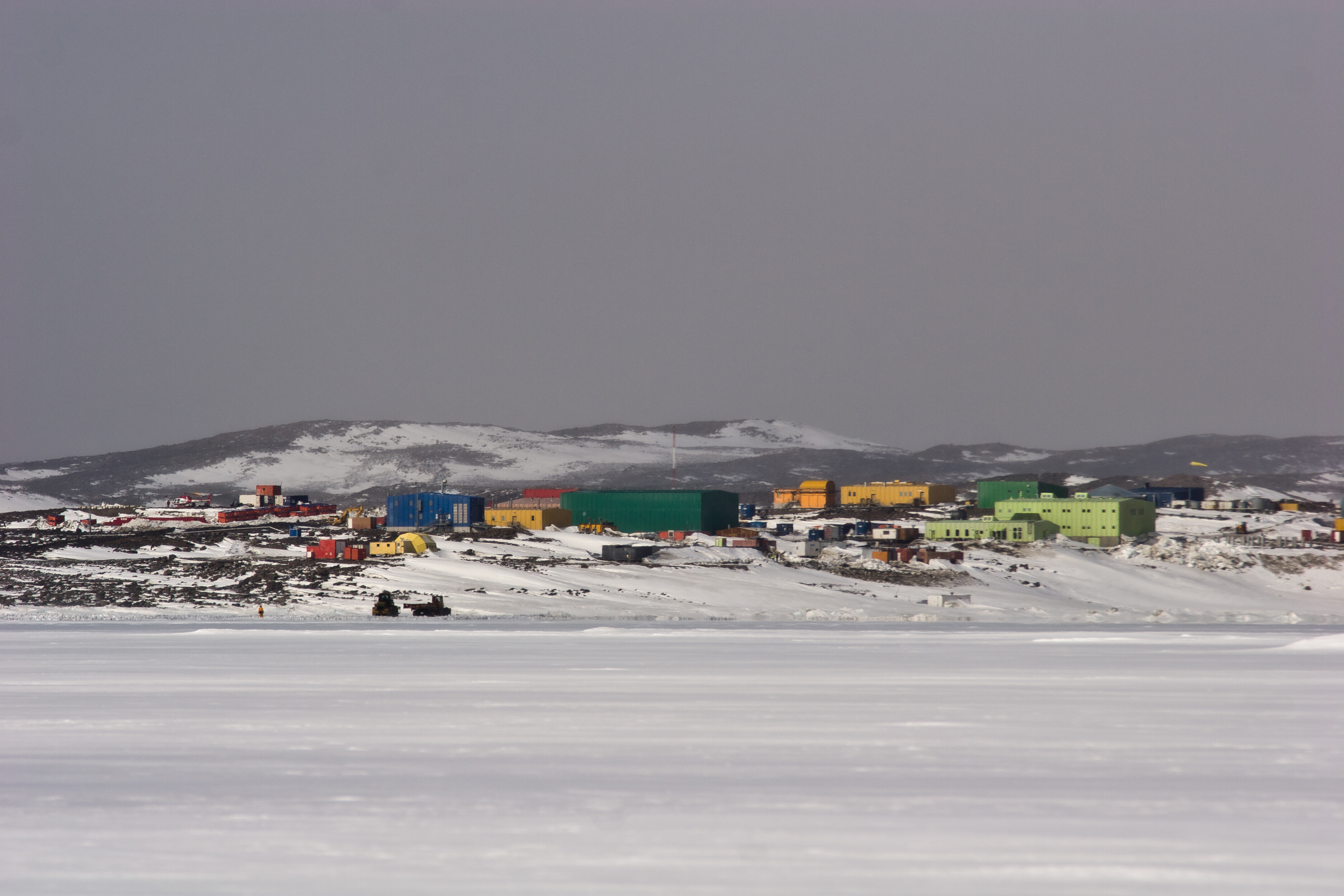
Davis Station i Antarktis

Australian Antarctic Division, är en avdelning inom Australiens miljödepartement. Den bedriver, samordnar och främjar Australiens forskning i Antarktis och Antarktiska oceanen. Bland annat ansvarar Australian Antarctic Division för Australiens forskningsstationer i Antarktis. 

## Uppgifter
Australian Antarctic Division har till uppgift att:
- Förvalta Australiska Antarktis och Heard- och McDonaldöarna.
- Bedriva forskning inom prioriterade områden av antarktisk vetenskap.
- Samordna och leda Australiens logistiska program i Antarktis.
- Främja antarktisk forskning på universitet genom bidrag och logistiskt stöd.
- Ta fram policyförslag och erbjuda råd angående Australiens antarktiska intressen.
- Främja Australiens intressen inom Antarktisfördraget.
- Bibehålla en kontinuerlig närvaro i regionen genom permanenta stationer, skapandet av fältbaser och erbjudandet av transport, kommunikation och medicinska tjänster.
- Utgöra den främsta källan till information om Australiska Antarktis.

## Australian Antarctic Program
Australian Antarctic Division leder Australian Antarctic Program, som har fyra mål:
- Bibehålla Antarktisfördraget, och stärka Australiens inflytande i det.
- Skydda miljön i Antarktis.
- Förstå Antarktis roll i det globala klimatsystemet.
- Bedriva forskning av praktisk, ekonomisk och nationell betydelse.

## Forskningsstationer
Australian Antarctic Divisions huvudkvarter ligger i Kingston, Tasmanien, strax söder om Hobart. Där finns bland annat laboratorieutrustning, ett krillakvarium och ett herbarium, samt resurser verksamhet i Antarktis. Organisationen driver tre permanenta forskningsstationer på den antarktiska kontinenten, och en på Macquarieön: 
- Caseystationen (inklusive säsongsbas vid Wilkins Runway)
- Davis Station
- Mawson Station
- Macquarie Island station

Under sommarhalvåret sätter man även upp fältbaser till stöd för forskningsverksamhet.